# 바라올트

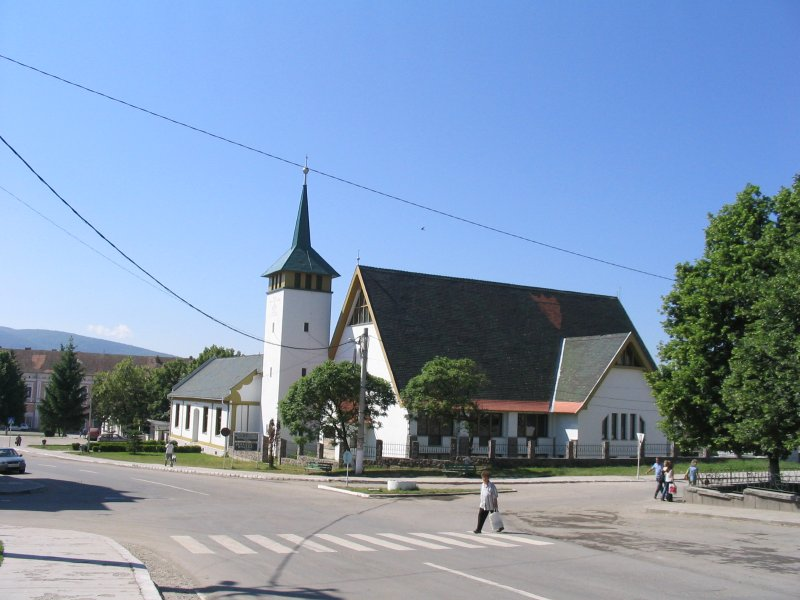
바라올트 헝가리 개혁 교회당

바라올트(루마니아어: Baraolt, 헝가리어: Barót 버로트[*])는 루마니아 코바스나주의 도시로 면적은 128.48km2, 인구는 8,567명(2011년 기준)이다.
트란실바니아 동부에 위치하며 1224년 문헌에 처음 등장했다. 헝가리계 세케이인 인구가 전체 인구의 95.87%, 루마니아인 인구가 전체 인구의 2.77%를 차지하고 있다. 헝가리 개혁 교회 신자는 전체 인구의 47.9%, 로마 가톨릭교회 신자는 전체 인구의 29.9%, 유니테리언주의 신자는 전체 인구의 16.8%, 루마니아 정교회 신자는 전체 인구의 2.6%를 차지한다.